# Castelli (Croazia)
Castelli (in croato Kaštela, AFI: kaʃˈtɛla; in italiano anche Sette Castelli, desueto) è una città di 37 951 abitanti della Croazia, appartenente alla regione spalatino-dalmata.
La città è situata sulla costa della Dalmazia centrale fra Traù e Spalato, nella baia dei Castelli. Lungo la costa nel XV e nel XVI secolo furono costruiti numerosi castelli come difesa contro gli attacchi dei turchi, nel tempo intorno ai castelli sorsero dei villaggi che attualmente costituiscono parte del territorio di Castelli ed ai quali la cittadina deve il nome.
Ospita la "Marina Kastela", uno dei principali porti di barche a vela, sede di numerose agenzie di charter.

## Società

### Evoluzione demografica
Abitanti censiti

## Geografia antropica

### Frazioni
La città di Castelli è suddivisa in sette frazioni (naselja):
- Castel Abbadessa (Kaštel Gomilica)
- Castel Cambi (Kaštel Kambelovac)
- Castel Nuovo (Kaštel Novi)
- Castel San Giorgio (Kaštel Sućurac)
- Castel Stafileo (Kaštel Štafilić)
- Castel Vecchio (Kaštel Stari)
- Castel Vitturi (Kaštel Lukšić)

La sede comunale è posta nella località di Castel San Giorgio.